# Triodanis leptocarpa
Triodanis leptocarpa är en klockväxtart som först beskrevs av Thomas Nuttall, och fick sitt nu gällande namn av Julius Aloysius Arthur Nieuwland. Triodanis leptocarpa ingår i släktet indianspeglar, och familjen klockväxter. Inga underarter finns listade i Catalogue of Life.